# Tragosoma
Tragosoma is een kevergeslacht uit de familie van de boktorren (Cerambycidae). De wetenschappelijke naam van het geslacht werd voor het eerst geldig gepubliceerd in 1832 door Audinet-Serville.

## Soorten
Tragosoma omvat de volgende soorten:
- Tragosoma chiricahuae Linsley, 1959
- Tragosoma depsarium (Linnaeus, 1767)
- Tragosoma harrisii LeConte, 1851
- Tragosoma nigripenne Bates, 1892
- Tragosoma pilosicornis Casey, 1890